# Billy Gardell
Billy Gardell (Pittsburgh, 20 de agosto de 1969) es un actor y comediante estadounidense. Gardell ha sido visible en el mundo de la comedia desde 1989.

## Biografía
Gardell asistió a la escuela Winter Park High School en el condado de Orange (estado de Florida) a mediados de los años ochenta.
Gardell ha actuado en varias películas, incluyendo Bad Santa (con Billy Bob Thornton), You, Me and Dupree (con Owen Wilson) y El protector (con Sylvester Stallone y Anthony Quinn), además de aparecer en numerosas ocasiones en papeles recurrentes en varias series de televisión de Estados Unidos, incluyendo las series de la cadena NBC, Heist, Yes, Dear, Lucky, My Name is Earl y The King of Queens. Gardell apareció como él mismo en la serie de Comedy Central, Make Me Laugh.
Gardell es conocido por sus papeles cómicos. Comenzando como un comediante de gira a los 19 años, abriendo shows de comediantes famosos como George Carlin y Dennis Miller. Posteriormente, apareció en la serie de Miller, Dennis Miller, transmitido por televisión en Estados Unidos. En el programa de noticias financieras CNBC (conducción, Auman-en la calle, entrevistas AU). En particular, creó y organizó un espectáculo de caridad SNL estilo de una pieza llamada Winter Park en vivo, los ingresos de los cuales fueron donados a Comic Relief.
Gardell continúa haciendo apariciones semanales en la estación de radio local de su ciudad natal, WDVE, aparece en Jim and Randy Morning Show. También apareció en Chelsea Lately, como participante de la mesa redonda. Gardell apareció en un especial para Comedy Central Presents en 2007 (que salió al aire el 4 de abril de 2008). Gardell también fue el anfitrión de Pizza Talk, un programa de televisión imaginario, en los anuncios de Round Table Pizza.
En 2006, Gardell lanzó el álbum de su primera comedia, Billy Gardell: Throwback. A partir de 2007, Gardell continuó de gira como comediante.
Desde el otoño de 2010, Gardell ha protagonizado la serie de televisión de CBS Mike & Molly, junto a Melissa McCarthy hasta el 16 de mayo de 2016, fecha de emisión del último capítulo de la serie.
Ha trabajado en otros proyectos y desde 2018 hace el papel de Herschel Sparks, vecino del protagonista en la serie de televisión El joven Sheldon.